# Slaget om Saint-Lô
Slaget om Saint-Lô fandt sted mellem den 3. og den 20. juli 1944 (Tidsangivelsen varierer) indenfor rammerne af den allierede Operation Overlord i området ved Saint-Lô. Slaget sikrede de allerede et afgørende gennembrud af de tyske linjer i den af bocage dominerede region ved Saint-Lô og bidrog sammen med den efterfølgende Operation Cobra og Slaget om Caen væsentligt til den afgørende sikring af det allierede brohoved i Normandiet.

## Forløb
Saint-Lô var efter de allieredes vurdering en nøglestilling for tyskerne og et trafikknudepunkt for overførsel af tyske tropper. Derfor blev byen i natten efter landgangen 6. – 7. juni angrebet af omkring 2.000 bombefly. Forsøget på at advare befolkningen på forhånd og anmode dem om at forlade byen slog fejl, da flyvebladene blev fanget af vinden og drev ud af byen. Bombardementet forårsagede udover de direkte skader storbrande, og ca. 95% af byen blev ødelagt. Over 1.000 af byens 12.000 indbyggere blev dræbt. Den tyske garnison forskansede sig i ruinerne.
Bocage-landskabet var kendetegnet ved at bestå af små marker, som var omgivet af høje hække, hulveje og små vandløb, som gav de tyske forsvarere store fordele og forhindrede de allierede tropper i at trænge frem, så først den 29. juni kunne landoffensiven i retning af byen indledes af dele af det amerikanske 19. korps. Da den tyske modstand viste sig stærkere end ventet, havde de allierede større tab end forudset. Alene 19. korps havde tab på næsten 11.000 mand. . Til sidst omringede de allierede byen, og den egentlige kamp om byen begyndte den 15. juli 1944. Bykampene fortsatte til slutningen af juli. .

## Indsatte tropper
På allieret side blev angrebet på Saint-Lô gennemført af tropper fra 19. korps (general Corlett) i 1. amerikanske armé. Hovedangrebet blev gennemført af 29. infanteridivision under general Gerhardt med støtte fra 30. og 35. infanteridivision. Desuden var dele af 5. korps i indsats med at erobre en strategisk høj udenfor Saint-Lô.
På tysk side var det først og fremmest den 3. division i 2. faldskærmskorps under general
Eugen Meindl der var i indsats omkring Saint-Lô, foruden tre kampgrupper. En del af 353. infanteridivision, en med dele af 266. infanteridivision og en svækket kampgruppe (formentlig kun 800 mand) fra 352. infanteridivision under general Krais. Af artilleri havde tyskerne ifølge amerikanske kilder to batterier 10,5 cm haubits og 2 batterier 88 mm kanoner samt et batteri 15 cm haubits og Nebelwerfere til rådighed. Pansrede enheder blev ikke indsat.

## Eksterne kilder
- U.S. Army Center Of Military History (engelsk):
  - officiel kopi af bogen "ST-LO" på den amerikanske hærs hjemmeside, army.mil
  - samme bog, men med andet layout og på en privat hjemmeside (Webside ikke længere tilgængelig)
- Information om slaget om Saint-Lô på hjemmesiden World War II Database under temaet Normandy Campaign, Phase 1, findes den under punktet "St. Lo" (engelsk)
- Mindeside om modstandens ofre (fransk)